# فابیان تایت
فابیان تایت (انگلیسی: Fabian Tait؛ زادهٔ ۱۰ فوریهٔ ۱۹۹۳) بازیکن فوتبال اهل ایتالیا است.